# Мурах
Мурах — река в России, протекает по территории Кондинского района Ханты-Мансийского автономного округа. Устье реки находится в 204 км по правому берегу Большого Тапа, берёт своё начало из одноимённого озера — Мурах. Длина реки — 59 км, площадь водосборного бассейна — 466 км². Высота истока — 72,1 м над уровнем моря. Высота устья — 58 м над уровнем моря.

## Притоки
- 20 км: Патлот (пр)
- 23 км: река без названия (пр)

## Данные водного реестра
По данным государственного водного реестра России относится к Иртышскому бассейновому округу, водохозяйственный участок реки — Конда, речной подбассейн реки — Конда. Речной бассейн реки — Иртыш.
Код объекта в государственном водном реестре — 14010600112115300016665.